# Bill Lenny
Bill Lenny, né le 5 janvier 1924 à Londres et mort le 7 janvier 2002 à Reading au Royaume-Uni, est un monteur britannique. Il a également réalisé un téléfilm en 1976, Alien Attack.
Il est nommé au Primetime Emmy Award de la meilleure mini-série en 1979 avec les monteurs Paul Dixon et John Woodcock et a remporté deux American Cinema Editors : un en 1980 pour son travail sur la série Ike avec Woodcock et un autre en 1981 avec Cynthia Scheider pour l'épisode Life on the Mississippide Great Performances.

## Filmographie

### Comme monteur
Cinéma
- 1952 : Stop the Merry-Go-Round de Desmond Davis
- 1954 : Meurtres sans empreintes (A Stranger Came Home) de Terence Fisher
- 1954 : Mask of Dust de Terence Fisher
- 1955 : Rapt à Hambourg (Break in the Circle) de Val Guest
- 1955 : The Eric Winstone Bandshow (court-métrage) de Michael Carreras
- 1956 : A Day of Grace (court-métrage) de Francis Searle
- 1957 : Le Commando sacrifié (The Steel bayonet) de Michael Carreras
- 1957 : Le Redoutable Homme des neiges (The Abominable Snowman) de Val Guest
- 1958 : L'Île du camp sans retour (The Camp on Blood Island) de Val Guest
- 1958 : Le Cauchemar de Dracula (Horror of Dracula) de Terence Fisher
- 1958 : L'Homme au masque de verre (en) (The Snorkel) de Guy Green (non crédité)
- 1958 : Further Up the Creek (en) de Val Guest
- 1959 : Friends and Neighbours (en) de Gordon Parry
- 1959 : Expresso Bongo (en) de Val Guest
- 1960 : Life Is a Circus (en) de Val Guest
- 1960 : Dentist in the Chair de Don Chaffey
- 1960 : Traitement de choc (The Full Treatment) de Val Guest
- 1961 : Nearly a Nasty Accident (en) de Don Chaffey
- 1961 : Dentist on the Job (en) de C.M. Pennington-Richards
- 1961 : Le Jour où la Terre prit feu (The Day the Earth Caught Fire) de Val Guest
- 1962 : Hotel Incident de Eric Fawcett
- 1962 : It's Trad, Dad! de Richard Lester
- 1962 : Mystère de la villa blanche (en) de Val Guest
- 1963 : La Souris sur la Lune de Richard Lester
- 1963 : 80,000 Suspects de Val Guest
- 1964 : The Beauty Jungle de Val Guest
- 1966 : Passeport pour l'oubli (Where the Spies Are) de Val Guest
- 1967 : Casino Royale de Val Guest, Kenneth Hughes, John Huston, Joseph McGrath et Robert Parrish
- 1968 : Te casse pas la tête Jerry (Don't Raise the Bridge, Lower the River) de Jerry Paris
- 1969 : L'Or de Mackenna (Mackenna's Gold) de J. Lee Thompson
- 1970 : Cromwell de Ken Hughes
- 1971 : Puppet on a Chain de Geoffrey Reeve
- 1972 : Jeanne, papesse du diable (Pope Joan) de Michael Anderson
- 1974 : Confessions of a Window Cleaner
- 1977 : Under the Bed de David Grant
- 1980 : The Shillingbury Blowers de Val Guest
- 1983 : Funny Money de James Kenelm Clarke

Télévision
- 1949 : Box for One, anonyme (court-métrage)
- 1955 : ITV Television Playhouse : The Last Reunion
- 1956 : The Count of Monte Cristo :  The Talleyrand Affair et A Toy for the Infanta
- 1966 : Destination Danger (Danger Man) : Votez pour Shargis (Two Birds with One Bullet)
- 1979 : Great Performances : Life on the Mississippi
- 1979 : Ike : #1.1 et #1.2
- 1981 : Dangerous Davies: The Last Detective de Val Guest
- 1983 : Philip Marlowe, détective privé (saison 1)
- 1984 : The Zany Adventures of Robin Hood (en) de Ray Austin
- 1985 : Florence Nightingale de Daryl Duke
- 1986 : Monte Carlo : #1.1 et #1.2 d'Anthony Page

### Comme réalisateur
Télévision
- 1976 : Alien Attack, coréalisé avec Charles Crichton et Lee H. Katzin